# Principado de Lippe
Lippe (más tarde Lippe-Detmold) fue un Estado independiente alemán. Estaba ubicado entre el río Weser y el flanco sudeste del bosque de Teutoburgo.  

## Historia

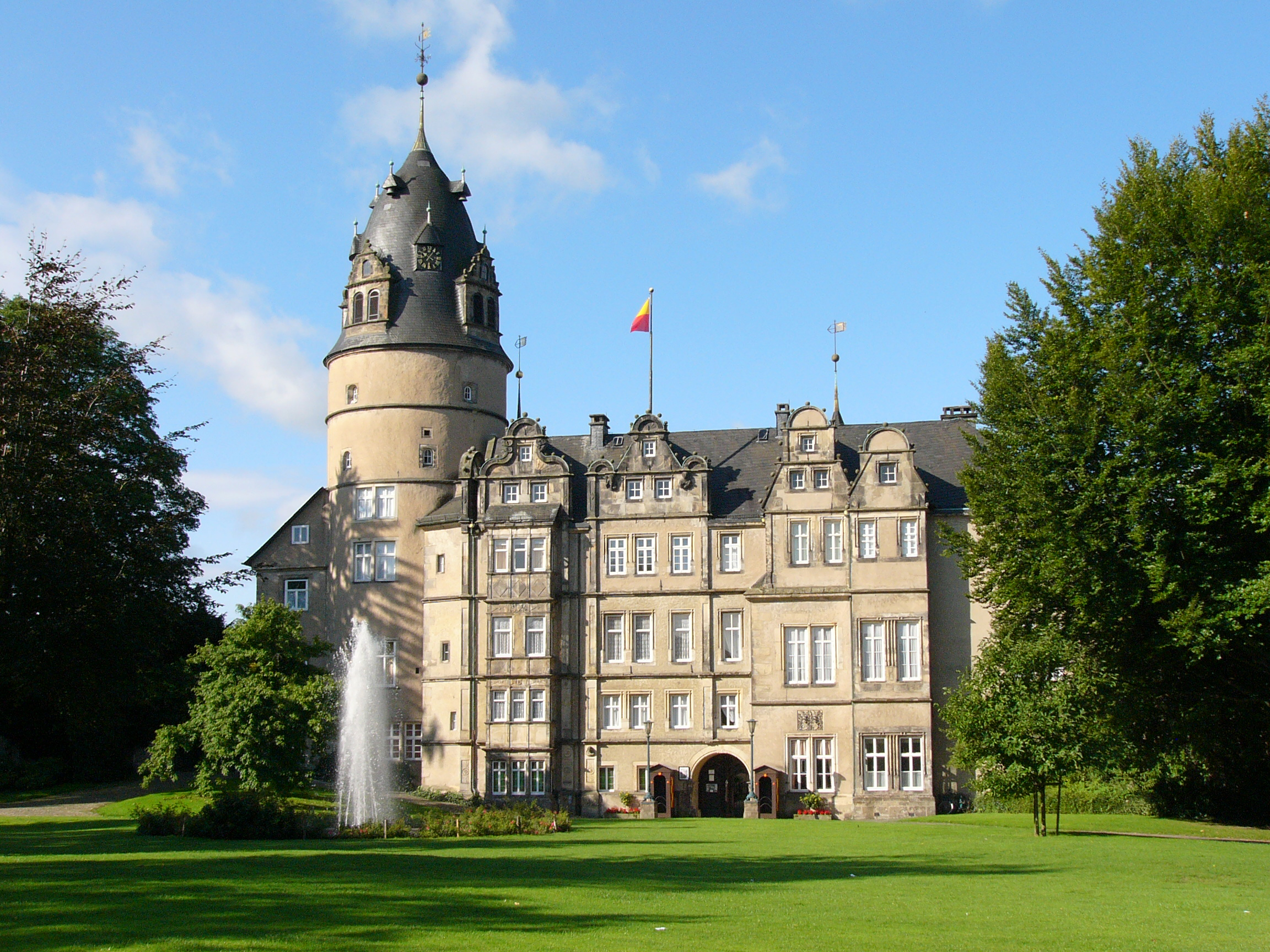
Castillo principesco de Lippe en Detmold.

El fundador de Lippe fue Bernardo I, que recibió el territorio del emperador Lotario III en el año 1123. Bernardo asumió primero el título de Señor de Lippe. Sus sucesores lo heredaron y adquirieron diferentes condados. El Señor de Lippe Simón V fue el primero en autotitularse Conde.
Tras la muerte de Simón VI en 1613, Lippe se dividió en tres diferentes condados: Lippe-Detmold fue para Simón VII, Lippe-Brake para el Conde Otón y Lippe-Alverdissen para Felipe I, conde de Schaumburg-Lippe. Los condados de Lippe-Brake y Lippe-Detmold se reunificaron en 1709. Otra rama de la familia fundada por el conde Jobst Herman, hijo de Simón VII, creó la línea Lippe-Biesterfeld.
Los condes de Lippe-Detmold recibieron el título de príncipes del Imperio en 1789.
Poco después de la incorporación del Principado al Imperio alemán, la línea Lippe-Detmold desapareció, lo que originó en 1895 una disputa dinástica entre las líneas hermanas de Lippe-Schaumburg y Lippe-Biesterfeld. Tras una mediación imperial, la disputa se resolvió en 1905 en el Tribunal Imperial de Leipzig. El principado pasó entonces a la línea Lippe-Biesterfeld que, hasta ese momento carecía de soberanía territorial.
El Principado de Lippe desapareció el 21 de noviembre de 1918 con la abdicación de su último príncipe, Leopoldo IV de Lippe. El Principado se convirtió en el Estado Libre de Lippe.

## Señores de Lippe
- Bernardo I (1123-1158)
- Herman I (1158-1167)
- Bernardo II (1168-1196)
- Herman II (1196-1229)
- Bernardo III (1230-1265)
- Herman III (1265-1273)
- Bernardo IV (1285-1275)
- Simón I (1273-1344)
- Simón II (1344)
- Otón (1344-1360)
- Bernardo V (1344-1364)
- Simón III (1360-1410)
- Bernardo VI (1410-1415)
- Simón IV (1415-1429)
- Bernardo VII (1429-1511)
- Simón V (1511-1536)

## Condes de Lippe (-Detmold desde 1613)
- Simón V (1511-1536)
- Bernardo VIII (1536-1563)
- Simón VI (1563-1613)
- Simón VII (1613-1627)
- Simón Luis (1627-1636)
- Simón Felipe (1636-1650)
- Juan Bernardo (1650-1652)
- Herman Adolfo (1652-1665)
- Simón Enrique (1665-1697)
- Federico Adolfo (1697-1718)
- Simón Enrique Adolfo (1718-1734)
- Simón Augusto (1734-1782)
- Leopoldo I (1782-1789)

## Príncipes de Lippe
- Leopoldo I (1789-1802)
- Leopoldo II (1802-1851)
- Leopoldo III (1851-1875)
- Valdemar (1875-1895)
- Alejandro (1895-1905)
  - Príncipe Adolfo de Schaumburg-Lippe (regente 1895-1897)
  - Conde Ernesto II de Lippe-Biesterfeld (regente 1897-1904)
  - Conde Leopoldo de Lippe-Biesterfeld (regente 1904-1905)
- Leopoldo IV (1905-1918)

1918: Abolición de la monarquía, el principado se transforma en Estado Libre de Lippe.

## Jefes de la Casa de Lippe
- Leopoldo IV (1918-1949)
- Arminio (1949-2015)
- Esteban de Lippe (2015-presente)